# Liste des saints du XXe siècle

Cette liste de saints concerne les saints et les bienheureux reconnus par l'Église catholique, et morts au XXe siècle.

## Années 1900

### Année 1900
| No. | Image      | Nom                                         | Dates     | Informations                                                                       |
| --- | ---------- | ------------------------------------------- | --------- | ---------------------------------------------------------------------------------- |
| 1.  | sans cadre | Saint Albéric Crescitelli                   | 1863-1900 | Prêtre et missionnaire italien, martyr en Chine                                    |
| 2.  | sans cadre | Saint Antonin Fantosati                     | 1842-1900 | Prêtre et missionnaire italien, évêque en Chine, martyr                            |
| 3.  | sans cadre | Saint Céside Giacomantonio                  | 1873-1900 | Prêtre franciscain italien, missionnaire et martyr en Chine                        |
| 4.  |            | Saint Élie Facchini                         | 1839-1900 | Prêtre franciscain italien, missionnaire et martyr en Chine                        |
| 5.  | sans cadre | Saint François Fogolla                      | 1839-1900 | Prêtre et missionnaire italien, évêque en Chine, martyr                            |
| 6.  | sans cadre | Saint Grégoire Grassi                       | 1833-1900 | Prêtre et missionnaire franciscain italien, évêque en Chine, martyr                |
| 7.  | sans cadre | Saint Joseph-Marie Gambaro                  | 1869-1900 | Prêtre franciscain italien, missionnaire et martyr en Chine                        |
| 8.  | sans cadre | Saint Léon-Ignace Mangin                    | 1857-1900 | Prêtre jésuite français missionnaire et martyr en Chine                            |
| 9.  | sans cadre | Saint Léonard Murialdo                      | 1828-1900 | Prêtre italien, fondateur de la Société Saint-Joseph                               |
| 10. | sans cadre | Sainte Marie-Amandine de Schakkebroek       | 1872-1900 | Religieuse belge des Franciscaines missionnaires de Marie, martyre en Chine        |
| 11. | sans cadre | Sainte Marie-Adolphine                      | 1866-1900 | Religieuse néerlandaise des Franciscaines missionnaires de Marie, martyre en Chine |
| 12. |            | Sainte Marie-Hermine de Jésus               | 1866-1900 | Religieuse française des Franciscaines missionnaires de Marie, martyre en Chine    |
| 13. |            | Sainte Marie de Saint-Just                  | 1866-1900 | Religieuse française des Franciscaines missionnaires de Marie, martyre en Chine    |
| 14. |            | Sainte Marie de Sainte-Nathalie Guerguin    | 1864-1900 | Religieuse française des Franciscaines missionnaires de Marie, martyre en Chine    |
| 15. |            | Sainte Marie de la Paix Giuliani            | 1875-1900 | Religieuse italienne des Franciscaines missionnaires de Marie, martyre en Chine    |
| 16. |            | Sainte Marie Claire Nanetti                 | 1872-1900 | Religieuse italienne des Franciscaines missionnaires de Marie, martyre en Chine    |
| 17. | sans cadre | Saint Modeste Andlauer                      | 1847-1900 | Prêtre jésuite français, missionnaire et martyr en Chine                           |
| 18. | sans cadre | Saint Paul Denn                             | 1847-1900 | Prêtre jésuite français, missionnaire et martyr en Chine                           |
| 19. | sans cadre | Saint Rémy Isoré                            | 1852-1900 | Prêtre jésuite français, missionnaire et martyr en Chine                           |
| 20. | sans cadre | Saint Théodoric Balat                       | 1858-1900 | Prêtre franciscain français, missionnaire et martyr en Chine                       |
| 21. | sans cadre | Bienheureuse Anne-Rose Gattorno             | 1831-1900 | Religieuse italienne, fondatrice des Filles de Sainte Anne                         |
| 22. | sans cadre | Bienheureuse Eugénie Ravasco                | 1845-1900 | Religieuse italienne, fondatrice des Filles des Sacrés-Cœurs de Jésus et Marie     |
| 23. | sans cadre | Bienheureux Louis-Marie Monti               | 1825-1900 | Religieux franciscain italien, fondateur des Fils de l'Immaculée Conception        |
| 24. | sans cadre | Bienheureuse Marie Hélène Stollenwerk       | 1852-1900 | Religieuse hollandaise, fondatrice des Missionnaires Servantes du Saint-Esprit     |
| 25. | sans cadre | Bienheureuse Raphaëlle Ybarra de Vilallonga | 1843-1900 | Mère de famille italienne, fondatrice des Sœurs des Saints Anges Gardiens          |

### Année 1901
| No. | Image      | Nom                               | Dates     | Informations                                                           |
| --- | ---------- | --------------------------------- | --------- | ---------------------------------------------------------------------- |
| 1.  | sans cadre | Saint Joseph Manyanet y Vives     | 1833-1901 | Prêtre espagnol, fondateur des Fils et des Filles de la Sainte-Famille |
| 2.  | sans cadre | Bienheureux Louis-Zéphirin Moreau | 1824-1901 | Evêque canadien de Saint-Hyacinthe                                     |
| 3.  | sans cadre | Bienheureux Tommaso Reggio        | 1818-1901 | Archevêque italien, fondateur des Sœurs de Sainte-Marthe               |

### Année 1902
| No. | Image      | Nom                                     | Dates     | Informations                                                                |
| --- | ---------- | --------------------------------------- | --------- | --------------------------------------------------------------------------- |
| 1.  | sans cadre | Sainte Maria Goretti                    | 1890-1902 | Jeune laïque italienne, martyre de la pureté                                |
| 2.  | sans cadre | Saint Augustin Roscelli                 | 1818-1902 | Prêtre italien, fondateur des Sœurs de l'Immaculée                          |
| 3.  | sans cadre | Bienheureux Contardo Ferrini            | 1859-1902 | Universitaire italien membre du Tiers-Ordre franciscain                     |
| 4.  | sans cadre | Bienheureuse Françoise Siedliska        | 1842-1902 | Religieuse polonaise, fondatrice des Sœurs de la Sainte Famille de Nazareth |
| 5.  | sans cadre | Bienheureux Grimoald de la Purification | 1883-1902 | Séminariste passioniste italien                                             |
| 6.  |            | Bienheureuse Mathilde Téllez Robles     | 1841-1902 | Religieuse espagnole, fondatrice des Filles de Marie Mère de l'Église       |

### Année 1903
| No. | Image      | Nom                                     | Dates     | Informations                                                            |
| --- | ---------- | --------------------------------------- | --------- | ----------------------------------------------------------------------- |
| 1.  | sans cadre | Sainte Gemma Galgani                    | 1878-1903 | Laïque et mystique italienne                                            |
| 2.  | sans cadre | Sainte Gertrude Comensoli               | 1847-1903 | Religieuse italienne, fondatrice des Sœurs Sacramentines de Bergame     |
| 3.  |            | Bienheureux Clément Marchisio           | 1833-1903 | Prêtre italien, fondateur des Filles de Saint-Joseph de Rivalba         |
| 4.  | sans cadre | Bienheureux Edoardo Giuseppe Rosaz      | 1830-1903 | Evêque italien, fondateur des Sœurs franciscaines missionnaires de Suse |
| 5.  | sans cadre | Bienheureuse Josèphe Hendrina Stenmanns | 1852-1903 | Religieuse allemande, fondatrice des Servantes de l'Esprit-Saint        |
| 6.  | sans cadre | Bienheureux Marie-Joseph Cassant        | 1878-1903 | Prêtre trappiste français                                               |

### Année 1904
| No. | Image      | Nom                                  | Dates     | Informations                                                                   |
| --- | ---------- | ------------------------------------ | --------- | ------------------------------------------------------------------------------ |
| 1.  | sans cadre | Saint José Maria de Yermo y Parres   | 1851-1904 | Prêtre mexicain, fondateur des Servantes du Sacré-Cœur de Jésus et des Pauvres |
| 2.  |            | Bienheureuse Eugénie Joubert         | 1876-1904 | Religieuse française, des Sœurs de la Sainte-Famille du Sacré-Cœur             |
| 3.  | sans cadre | Bienheureuse Laura Vicuña            | 1891-1904 | Jeune laïque chilienne                                                         |
| 4.  | sans cadre | Bienheureuse Marie de la Passion     | 1839-1904 | Religieuse française, fondatrice des Franciscaines missionnaires de Marie      |
| 5.  | sans cadre | Bienheureuse Marie Françoise Rubatto | 1844-1904 | Religieuse italienne, fondatrice en Uruguay des Sœurs capucines de Loano       |
| 6.  | sans cadre | Bienheureuse Marthe Wiecka           | 1874-1904 | Religieuse polonaise, des Sœurs de Saint Vincent de Paul                       |

### Année 1905
| No. | Image      | Nom                                        | Dates     | Informations                                                                          |
| --- | ---------- | ------------------------------------------ | --------- | ------------------------------------------------------------------------------------- |
| 1.  | sans cadre | Sainte Bonifacia Rodriguez Castro          | 1837-1905 | Religieuse espagnole, fondatrice des Servantes de Saint-Joseph                        |
| 2.  | sans cadre | Bienheureux Ceferino Namuncurá             | 1886-1905 | Séminariste salésien argentin                                                         |
| 3.  | sans cadre | Bienheureux François de Paula Victor       | 1827-1905 | Prêtre brésilien                                                                      |
| 4.  | sans cadre | Bienheureux Jean-Baptiste Scalabrini       | 1839-1905 | Evêque italien, fondateur des Missionnaires de Saint-Charles                          |
| 5.  | sans cadre | Bienheureux Jean Népomucène Zegri y Moreno | 1831-1905 | Prêtre espagnol, fondateur des Mercédaires de la charité                              |
| 6.  | sans cadre | Bienheureuse Marguerite Szewczyk           | 1828-1905 | Religieuse polonaise, fondatrice des Filles de la Vierge des Douleurs                 |
| 7.  | sans cadre | Bienheureuse Marie-Thérèse Bonzel          | 1830-1905 | Religieuse allemande, fondatrice des Sœurs franciscaines de l'adoration perpétuelle   |
| 8.  | sans cadre | Bienheureuse Maria Assunta Pallotta        | 1878-1905 | Religieuse italienne, des Franciscaines missionnaires de Marie, missionnaire en Chine |
| 9.  | sans cadre | Bienheureux Valentin Paquay                | 1828-1905 | Prêtre franciscain belge                                                              |

### Année 1906
| No. | Image      | Nom                                     | Dates     | Informations                                                                                 |
| --- | ---------- | --------------------------------------- | --------- | -------------------------------------------------------------------------------------------- |
| 1.  | sans cadre | Sainte Élisabeth de la Trinité          | 1880-1906 | Religieuse carmélite française                                                               |
| 2.  | sans cadre | Saint Ézéchiel Moreno y Díaz            | 1848-1906 | Prêtre augustin récollet espagnol, évêque et missionnaire au Venezuela                       |
| 3.  | sans cadre | Sainte Maria Cristina Brando            | 1856-1906 | Religieuse italienne, fondatrice des Sœurs expiatrices de Jésus-Sacrement                    |
| 4.  |            | Bienheureuse Joséphine Gabrielle Bonino | 1843-1906 | Religieuse italienne, fondatrice des Sœurs de la Sainte-Famille de Savillan                  |
| 5.  | sans cadre | Bienheureux Marcelo Spínola y Maestre   | 1835-1906 | Cardinal espagnol, archevêque de Séville, fondateur des Servantes du Divin Cœur              |
| 6.  | sans cadre | Bienheureuse Rosa Flesch                | 1826-1906 | Religieuse allemande, fondatrice des Franciscaines de la Bienheureuse Vierge Marie des Anges |
| 7.  | sans cadre | Bienheureuse Petra Pérez Florido        | 1845-1906 | Religieuse espagnole, fondatrice des Sœurs Mères des abandonnés                              |

### Année 1907
| No. | Image      | Nom                            | Dates     | Informations                                                |
| --- | ---------- | ------------------------------ | --------- | ----------------------------------------------------------- |
| 1.  | sans cadre | Saint Raphaël Kalinowski       | 1835-1907 | Prêtre carme polonais                                       |
| 2.  | sans cadre | Bienheureuse Marie des Apôtres | 1833-1907 | Religieuse allemande, fondatrice des Sœurs du Divin Sauveur |

### Année 1908
| No. | Image      | Nom                           | Dates     | Informations                                                                |
| --- | ---------- | ----------------------------- | --------- | --------------------------------------------------------------------------- |
| 1.  | sans cadre | Saint Joseph Freinademetz     | 1852-1908 | Prêtre autrichien de la Société du Verbe Divin, missionnaire en Chine       |
| 2.  | sans cadre | Bienheureux Louis Brisson     | 1817-1908 | Prêtre français, fondateur des Oblats et Oblates de Saint François de Sales |
| 3.  | sans cadre | Bienheureuse Madeleine Morano | 1847-1908 | Religieuse salésienne italienne                                             |

### Année 1909
| No. | Image      | Nom                                       | Dates     | Informations                                                                           |
| --- | ---------- | ----------------------------------------- | --------- | -------------------------------------------------------------------------------------- |
| 1.  | sans cadre | Saint Arnold Janssen                      | 1837-1909 | Prêtre allemand, fondateur de la Société du Verbe Divin                                |
| 2.  | sans cadre | Sainte Mary MacKillop                     | 1842-1909 | Religieuse australienne, fondatrice des Sœurs de Saint-Joseph du Sacré-Cœur            |
| 3.  | sans cadre | Bienheureux Ciriaco María Sancha y Hervás | 1833-1909 | Cardinal espagnol, archevêque de Tolède, fondateur des Sœurs de la Charité sanchiennes |
| 4.  | sans cadre | Bienheureux Isidore Bakanja               | 1885-1909 | Laïc et martyr congolais                                                               |
| 5.  | sans cadre | Bienheureux Manuel Domingo y Sol          | 1836-1909 | Prêtre espagnol, fondateur des Prêtres ouvriers diocésains du Sacré-Cœur de Jésus      |

## Années 1910

### Année 1910
| No. | Image      | Nom                                   | Dates     | Informations                                                            |
| --- | ---------- | ------------------------------------- | --------- | ----------------------------------------------------------------------- |
| 1.  | sans cadre | Saint Alphonse-Marie Fusco            | 1839-1910 | Prêtre italien, fondateur des Sœurs de Saint Jean-Baptiste              |
| 2.  | sans cadre | Saint Miguel Febres Cordero           | 1854-1910 | Religieux équatorien des Frères des écoles chrétiennes                  |
| 3.  |            | Bienheureuse Marie Schininà           | 1844-1910 | Religieuse italienne, fondatrice des Sœurs du Sacré-Cœur de Raguse      |
| 4.  | sans cadre | Bienheureux Michel Rua                | 1837-1910 | Prêtre salésien italien                                                 |
| 5.  | sans cadre | Bienheureuse Thérèse-Adélaïde Manetti | 1846-1910 | Religieuse italienne, fondatrice des Sœurs carmélites de Sainte Thérèse |

### Année 1911
| No. | Image      | Nom                                        | Dates     | Informations                                                                                |
| --- | ---------- | ------------------------------------------ | --------- | ------------------------------------------------------------------------------------------- |
| 1.  | sans cadre | Sainte Carmen Sallés y Barangueras         | 1848-1911 | Religieuse espagnole, fondatrice des Sœurs missionnaires de l'Immaculée Conception          |
| 2.  | sans cadre | Bienheureux Bernard-Marie de Jésus         | 1831-1911 | Prêtre passioniste italien                                                                  |
| 3.  | sans cadre | Bienheureuse Marie-Séraphine du Sacré-Cœur | 1849-1911 | Religieuse italienne, fondatrice des Sœurs des Anges                                        |
| 4.  | sans cadre | Sainte Joséphine Vannini                   | 1859-1911 | Religieuse italienne, fondatrice des Filles de Saint-Camille                                |
| 5.  | sans cadre | Bienheureuse Marcelline Darowska           | 1827-1911 | Religieuse polonaise, fondatrice des Sœurs de l'Immaculée Conception de la Bse Vierge Marie |

### Année 1912
| No. | Image      | Nom                                      | Dates     | Informations                                                                           |
| --- | ---------- | ---------------------------------------- | --------- | -------------------------------------------------------------------------------------- |
| 1.  | sans cadre | Saint Arcangèle Tadini                   | 1846-1912 | Prêtre italien, fondateur des Sœurs ouvrières de la Sainte-Famille                     |
| 2.  | sans cadre | Sainte Candide Marie de Jésus            | 1845-1912 | Religieuse italienne, fondatrice des Filles de Jésus                                   |
| 3.  | sans cadre | Sainte María Josefa Sancho de Guerra     | 1842-1912 | Religieuse espagnole, fondatrice des Servantes de Jésus de la Charité                  |
| 4.  |            | Bienheureux Bronisław Markiewicz         | 1842-1912 | Prêtre salésien polonais, fondateur de la Congrégation de Saint Michel Archange        |
| 5.  | sans cadre | Bienheureux Jan Beyzym                   | 1850-1912 | Prêtre jésuite polonais, missionnaire à Madagascar.                                    |
| 6.  | sans cadre | Bienheureuse Marie de la Passion Tarallo | 1866-1912 | Religieuse et mystique italienne, des Sœurs crucifiées adoratrices de l'Eucharistie    |
| 7.  | sans cadre | Sainte Marie-Léonie Paradis              | 1840-1912 | Religieuse canadienne, fondatrice des Petites Sœurs de la Sainte-Famille de Sherbrooke |
| 8.  | sans cadre | Bienheureux Pio Alberto del Corona       | 1837-1912 | Evêque italien, fondateur des Sœurs dominicaines du Saint-Esprit                       |

### Année 1913
| No. | Image      | Nom                                      | Dates     | Informations                                                                  |
| --- | ---------- | ---------------------------------------- | --------- | ----------------------------------------------------------------------------- |
| 1.  | sans cadre | Saint Giovanni Battista Piamarta         | 1841-1913 | Prêtre italien, fondateur de la Congrégation de la Sainte Famille de Nazareth |
| 2.  | sans cadre | Bienheureuse Céline Chludzińska Borzęcka | 1833-1913 | Religieuse polonaise, fondatrice des Sœurs de la Résurrection                 |
| 3.  | sans cadre | Saint François Spinelli                  | 1853-1913 | Prêtre italien, fondateur des Sœurs adoratrices du Saint-Sacrement            |
| 4.  |            | Bienheureux Jean-Marie Boccardo          | 1848-1913 | Prêtre italien, fondateur des Sœurs de Saint Gaétan                           |
| 5.  | sans cadre | Bienheureuse Rita Amada de Jésus         | 1848-1913 | Religieuse portugaise, fondatrice des Sœurs de Jésus, Marie et Joseph         |

### Année 1914
| No. | Image      | Nom                                     | Dates     | Informations                                                                |
| --- | ---------- | --------------------------------------- | --------- | --------------------------------------------------------------------------- |
| 1.  | sans cadre | Saint Benoît Menni                      | 1841-1914 | Religieux italien, fondateur des Sœurs hospitalières du Sacré-Cœur de Jésus |
| 2.  | sans cadre | Saint José Gabriel del Rosario Brochero | 1840-1914 | Prêtre argentin                                                             |
| 3.  | sans cadre | Sainte Léonie Aviat                     | 1844-1914 | Religieuse italienne, fondatrice des Oblates de Saint François de Sales     |
| 4.  | sans cadre | Saint Pie X                             | 1835-1914 | Pape                                                                        |
| 5.  | sans cadre | Sainte Rafqa Pietra Choboq Ar-Rayès     | 1832-1914 | Religieuse libanaise de l'Ordre maronite                                    |
| 6.  | sans cadre | Bienheureuse Hélène Guerra              | 1835-1914 | Religieuse italienne, fondatrice des Oblates du Saint-Esprit                |
| 7.  | sans cadre | Bienheureux Joseph Gérard               | 1831-1914 | Prêtre français, missionnaire au Lesotho                                    |
| 8.  | sans cadre | Bienheureuse Karolina Kózkówna          | 1898-1914 | Jeune laïque polonaise, martyre de la pureté                                |

### Année 1915
| No. | Image      | Nom                              | Dates     | Informations |
| --- | ---------- | -------------------------------- | --------- | --- |
| 1.  | sans cadre | Saint David Galván Bermúdez (en) | 1881-1915 | Prêtre mexicain, martyr                                                                                              |
| 2.  | sans cadre | Saint Louis Guanella             | 1842-1915 | Prêtre italien, fondateur des Filles de Sainte Marie de la Divine Providence et des Serviteurs de la charité de Côme |
| 3.  | sans cadre | Bienheureux Flavien Michel Melki | 1858-1915 | Evêque libanais, martyr                                                                                              |
| 4.  | sans cadre | Bienheureux Ignatius Maloyan     | 1869-1915 | Archevêque arménien, martyr                                                                                          |
| 5.  |            | Bienheureux Placide Riccardi     | 1864-1915 | Prêtre bénédictin italien                                                                                            |

### Année 1916
| No. | Image      | Nom                                             | Dates     | Informations                                                                                |
| --- | ---------- | ----------------------------------------------- | --------- | ------------------------------------------------------------------------------------------- |
| 1.  | sans cadre | Saint Albert Chmielowski                        | 1845-1916 | Religieux polonais, fondateur des Frères albertins                                          |
| 2.  | sans cadre | Saint Charles de Foucauld                       | 1858-1916 | Prêtre français, ermite dans le Sahara                                                      |
| 3.  | sans cadre | Bienheureux Frédéric Jansoone                   | 1838-1916 | Prêtre franciscain français, missionnaire au Canada                                         |
| 4.  | sans cadre | Bienheureux Honorat de Biala                    | 1829-1916 | Prêtre capucin polonais, fondateur de nombreuses congrégations                              |
| 5.  | sans cadre | Bienheureux Hyacinthe-Marie Cormier             | 1832-1916 | Prêtre dominicain français                                                                  |
| 6.  | sans cadre | Bienheureux Isidore De Loor                     | 1881-1916 | Religieux passioniste belge                                                                 |
| 7.  | sans cadre | Bienheureuse Jeanne-Marie Condesa Lluch         | 1862-1916 | Religieuse espagnole, fondatrice des Servantes de Marie Immaculée, filles de Sainte Thérèse |
| 8.  | framless   | Bienheureuse Giulia Nemesia Valle (Julie Valle) | 1847-1916 | Religieuse italienne, des Sœurs de la Charité de sainte Jeanne-Antide Thouret               |
| 9.  | framless   | Bienheureuse Ludwika Szczęsna                   | 1863-1916 | Religieuse polonaise, fondatrice des Servantes du Sacré-Cœur de Jésus                       |
| 10. |            | Bienheureuse Piedad de la Cruz Ortíz Real       | 1842-1916 | Religieuse espagnole, fondatrice des Salésiennes du Sacré-Cœur                              |

### Année 1917
| No. | Image      | Nom                              | Dates     | Informations                                                                                        |
| --- | ---------- | -------------------------------- | --------- | --------------------------------------------------------------------------------------------------- |
| 1.  | sans cadre | Sainte Françoise-Xavière Cabrini | 1850-1917 | Religieuse italienne, missionnaire aux États-Unis, fondatrice des Sœurs missionnaires du Sacré-Cœur |
| 2.  | sans cadre | Saint Mutien-Marie Wiaux         | 1841-1917 | Religieux belge des Frères des écoles chrétiennes                                                   |
| 3.  | sans cadre | Saint Vincenzo Grossi            | 1845-1917 | Prêtre italien, fondateur des Filles de l'Oratoire.                                                 |
| 4.  |            | Bienheureux Thomas Saleh         | 1879-1917 | Prêtre maronite libanais, martyr.                                                                   |

### Année 1918
| No. | Image      | Nom                                            | Dates     | Informations                                                                               |
| --- | ---------- | ---------------------------------------------- | --------- | ------------------------------------------------------------------------------------------ |
| 1.  | sans cadre | Sainte Marianne Cope                           | 1838-1918 | Religieuse franciscaine germano-américaine, missionnaire à Molokai                         |
| 2.  | sans cadre | Bienheureuse Blandine Merten                   | 1883-1918 | Religieuse ursuline allemande                                                              |
| 3.  |            | Bienheureux Daudi Okelo                        | 1902-1918 | Catéchiste ougandais, martyr                                                               |
| 4.  |            | Bienheureux Jildo Irwa                         | 1906-1918 | Catéchiste ougandais, martyr                                                               |
| 5.  | sans cadre | Bienheureux Giuseppe Toniolo                   | 1845-1918 | Economiste et militant catholique italien                                                  |
| 6.  |            | Bienheureuse María Catalina Irigoyen Echegaray | 1848-1918 | Religieuse espagnole, des Servantes de Marie auxiliatrice des malades                      |
| 7.  | sans cadre | Bienheureuse María Dolores Rodríguez Sopeña    | 1848-1918 | Religieuse espagnole, fondatrice des Sœurs catéchistes Dolores Sopena et d'œuvres sociales |

### Année 1919
| No. | Image      | Nom                                           | Dates     | Informations                                                          |
| --- | ---------- | --------------------------------------------- | --------- | --------------------------------------------------------------------- |
| 1.  |            | Bienheureux Didace de Vallinfreda             | 1839-1919 | Religieux franciscain italien                                         |
| 2.  | sans cadre | Saint Francisco Marto                         | 1908-1919 | Laïc portugais, jeune berger ayant vu la Vierge à Fátima en 1917.     |
| 3.  | sans cadre | Bienheureuse Josaphata Micheline Hordashevska | 1869-1919 | Religieuse ukrainienne, fondatrice des Sœurs servantes de l'Immaculée |
| 4.  | sans cadr  | Bienheureuse María Antonia Bandrés y Elosegui | 1898-1919 | Religieuse espagnole, des Filles de Jésus                             |
| 5.  | sans cadre | Bienheureux Raphaël Louis Rafiringa           | 1856-1919 | Religieux malgache, des Frères des écoles chrétiennes                 |
| 6.  | sans cadre | Bienheureux José Gregorio Hernández           | 1864-1919 | Laïc, médecin vénézuélien                                             |

## Années 1920

### Année 1920
| No. | Image      | Nom                       | Dates     | Informations                                                           |
| --- | ---------- | ------------------------- | --------- | ---------------------------------------------------------------------- |
| 1.  | sans cadre | Sainte Thérèse des Andes  | 1900-1920 | Religieuse carmélite chilienne                                         |
| 2.  | sans cadre | Saint Zygmunt Gorazdowski | 1845-1920 | Prêtre polonais, fondateur des Sœurs de la Miséricorde de Saint-Joseph |
| 3.  | sans cadre | Sainte Jacinta Marto      | 1910-1920 | Laïque portugaise, jeune bergère ayant vu la Vierge à Fátima en 1917.  |

### Année 1921
| No. | Image      | Nom                                  | Dates     | Informations                                                                  |
| --- | ---------- | ------------------------------------ | --------- | ----------------------------------------------------------------------------- |
| 1.  | sans cadre | Bienheureux Andrea Carlo Ferrari     | 1850-1921 | Cardinal italien, archevêque de Milan                                         |
| 2.  | sans cadre | Bienheureuse Eugénie Picco           | 1867-1921 | Religieuse italienne, des Petites filles des Sacrés-Cœurs de Jésus et Marie   |
| 3.  | sans cadre | Bienheureuse Maria Maddalena Starace | 1845-1921 | Religieuse italienne, fondatrice des Sœurs compassionistes servantes de Marie |
| 4.  |            | Bienheureuse Marie Marguerite Caiani | 1863-1921 | Religieuse italienne, fondatrice des Sœurs minimes du Sacré-Cœur              |

### Année 1922
| No. | Image      | Nom                                    | Dates     | Informations                                                                         |
| --- | ---------- | -------------------------------------- | --------- | ------------------------------------------------------------------------------------ |
| 1.  | sans cadre | Sainte Maria Bertilla Boscardin        | 1882-1922 | Religieuse italienne, des Sœurs de Sainte-Dorothée.                                  |
| 2.  | sans cadre | Bienheureuse Angela Salawa             | 1881-1922 | Laïque polonaise.                                                                    |
| 3.  | sans cadre | Bienheureux Charles Ier d'Autriche     | 1887-1922 | Empereur d'Autriche-Hongrie.                                                         |
| 4.  |            | Bienheureux Joseph Nascimbeni          | 1851-1922 | Prêtre italien, fondateur des Petites Sœurs de la Sainte-Famille.                    |
| 5.  |            | Bienheureuse Marie Fortunée Viti       | 1827-1922 | Religieuse bénédictine italienne.                                                    |
| 6.  | sans cadre | Bienheureuse Marie-Thérèse Ledóchowska | 1863-1922 | Religieuse polono-autrichienne, fondatrice des Missionnaires de Saint Pierre Claver. |

### Année 1923
| No. | Image      | Nom                               | Dates     | Informations |
| --- | ---------- | --------------------------------- | --------- | --- |
| 1.  | sans cadre | Saint Joseph Bilczewski           | 1860-1923 | Archevêque de Lviv                                                                                                  |
| 2.  | sans cadre | Saint Philippe Smaldone           | 1848-1923 | Prêtre italien, fondateur des Sœurs salésiennes des Sacrés-Cœurs                                                    |
| 3.  | sans cadre | Bienheureuse Carolina Santocanale | 1852-1923 | Religieuse italienne, fondatrice des Sœurs capucines de l'Immaculée de Lourdes                                      |
| 4.  | sans cadre | Bienheureux Columba Marmion       | 1858-1923 | Prêtre bénédictin irlandais                                                                                         |
| 5.  |            | Bienheureux Louis Tezza           | 1841-1923 | Prêtre camillien italien, missionnaire en Espagne puis au Pérou, fondateur des Filles de Saint Camille              |
| 6.  | sans cadre | Bienheureux Louis Variara         | 1875-1923 | Prêtre salésien italien, missionnaire en Amérique centrale, fondateur des Filles des Sacrés-Cœurs de Jésus et Marie |
| 7.  | sans cadre | Bienheureuse Savina Petrilli      | 1851-1923 | Religieuse italienne, fondatrice des Sœurs des pauvres de Sainte Catherine de Sienne                                |

### Année 1924
| No. | Image      | Nom                                    | Dates     | Informations |
| --- | ---------- | -------------------------------------- | --------- | --- |
| 1.  | sans cadre | Saint Józef Sebastian Pelczar          | 1842-1924 | Evêque polonais, fondateur des Servantes du Sacré-Cœur de Jésus                                                                |
| 2.  | sans cadre | Sainte Maria Bernarda Bütler           | 1848-1924 | Religieuse suisse, missionnaire en Équateur puis en Colombie, fondatrice des Franciscaines missionnaires de Marie Auxiliatrice |
| 3.  | sans cadre | Bienheureux Édouard Poppe              | 1890-1924 | Prêtre belge. |
| 4.  | sans cadre | Bienheureux Jakob Kern                 | 1897-1924 | Prêtre autrichien, des chanoines prémontrés                                                                                    |
| 5.  |            | Bienheureuse Giuseppina Nicoli         | 1863-1924 | Religieuse italienne, des Filles de la Charité                                                                                 |
| 6.  |            | Bienheureux Manuel Gómez González (pt) | 1877-1924 | Prêtre portugais, missionnaire au Brésil, martyr                                                                               |
| 7.  |            | Bienheureux Adílio Daronch             | 1908-1924 | Jeune catéchiste brésilien, martyr                                                                                             |

### Année 1925
| No. | Image      | Nom                               | Dates     | Informations                                                                                 |
| --- | ---------- | --------------------------------- | --------- | -------------------------------------------------------------------------------------------- |
| 1.  | sans cadre | Sainte Anna Schäffer              | 1882-1925 | Laïque et mystique allemande.                                                                |
| 2.  | sans cadre | Sainte Raphaelle Porras y Ayllon  | 1850-1925 | Religieuse espagnole, fondatrice des Servantes du Sacré-Cœur                                 |
| 3.  | sans cadre | Saint Faustino Míguez González    | 1831-1925 | Prêtre scolope espagnol, professeur de chimie, fondateur des Filles de saint Joseph Calasanz |
| 4.  |            | Bienheureuse Célestine Donati     | 1848-1925 | Religieuse italienne, fondatrice des Filles pauvres de saint Joseph Calasanz                 |
| 5.  | sans cadre | Bienheureux Pier Giorgio Frassati | 1901-1925 | Laïc italien                                                                                 |

### Année 1926
| No. | Image      | Nom                                     | Dates     | Informations                                                                                           |
| --- | ---------- | --------------------------------------- | --------- | --- |
| 1.  |            | Saint Salvador Lara Puente (es)         | 1905-1926 | Laïc mexicain, martyr                                                                                  |
| 2.  | sans cadre | Bienheureux Bartolo Longo               | 1841-1926 | Laïc italien, fondateur du sanctuaire Notre-Dame du Rosaire de Pompei                                  |
| 4.  | sans cadre | Bienheureuse Colombe Gabriel            | 1858-1926 | Religieuse polonaise fondatrice des Bénédictines de la charité                                         |
| 5.  | sans cadre | Bienheureux Joseph Allamano             | 1851-1926 | Prêtre italien, fondateur des missionnaires de la Consolata et des sœurs missionnaires de la Consolata |
| 6.  | sans cadre | Bienheureux Luigi Talamoni              | 1848-1926 | Prêtre italien, fondateur des sœurs de la Miséricorde de Saint Gérard                                  |
| 7.  | sans cadre | Sainte Marie Thérèse Chiramel Mankidyan | 1876-1926 | Religieuse et mystique indienne, fondatrice de la Congrégation de la Sainte Famille                    |
| 8.  | sans cadre | Bienheureux Mariano de Jesús Euse Hoyos | 1845-1926 | Prêtre colombien                                                                                       |

### Année 1927
| No. | Image      | Nom                                              | Dates     | Informations |
| --- | ---------- | ------------------------------------------------ | --------- | --- |
| 1.  | sans cadre | Saint Annibale Maria Di Francia                  | 1851-1927 | Prêtre italien, fondateur des rogationistes du Cœur de Jésus et des filles du Divin Zèle                         |
| 2.  | sans cadre | Sainte Marie-Alphonsine Danil Ghattas            | 1843-1927 | Religieuse palestinienne, fondatrice des sœurs du Saint Rosaire de Jérusalem des Latins                          |
| 3.  | sans cadre | Saint Joseph Moscati                             | 1880-1927 | Médecin italien                                                                                                  |
| 4.  | sans cadre | Bienheureuse Conchita Barrecheguren              | 1905-1927 | Laïque espagnole                                                                                                 |
| 5.  | sans cadre | Saints Cristóbal Magallanes et ses 24 compagnons | † 1927    | Prêtres et laïcs assassinés pendant la guerre des cristeros                                                      |
| 6.  | sans cadre | Bienheureux Dominique du saint Sacrement         | 1901-1927 | Prêtre espagnol trinitaire                                                                                       |
| 7.  | sans cadre | Bienheureuse Élie de Saint Clément               | 1901-1927 | Religieuse carmélite et mystique italienne                                                                       |
| 8.  | sans cadre | Bienheureux Jurgis Matulaitis                    | 1871-1927 | Archevêque lituanien, fondateur des Sœurs de l'Immaculée Conception et des servantes de Jésus dans l'Eucharistie |
| 9.  | sans cadre | Bienheureuse Marie-Thérèse Demjanovich           | 1901-1927 | Religieuse et mystique américaine                                                                                |
| 10. | sans cadre | Bienheureux Miguel Agustin Pro                   | 1891-1927 | Prêtre mexicain, exécuté à cause de son ministère pendant la guerre des cristeros                                |

### Année 1928
| No. | Image      | Nom                                  | Dates     | Informations                                                   |
| --- | ---------- | ------------------------------------ | --------- | -------------------------------------------------------------- |
| 1.  |            | Saint Atilano Cruz Alvarado          | 1901-1928 | Prêtre mexicain, martyr                                        |
| 2.  |            | Saint Jésus Mendez Montoya           | 1880-1928 | Prêtre mexicain, martyr                                        |
| 3.  | sans cadre | Saint José Luis Sanchez del Rio      | 1913-1928 | Jeune laïc mexicain, martyr                                    |
| 4.  |            | Saint Justino Orona Madrigal         | 1877-1928 | Prêtre mexicain, fondateur des Clarisses du Sacré-Cœur, martyr |
| 5.  | sans cadre | Saint Toribio Romo González          | 1900-1928 | Prêtre mexicain, martyr                                        |
| 6.  |            | Saint Tranquilino Ubiarco Robles     | 1899-1928 | Prêtre mexicain, martyr                                        |
| 7.  | sans cadre | Bienheureuse Cecilia Eusepi          | 1910-1928 | Jeune laïque italienne                                         |
| 8.  |            | Bienheureux Elías del Socorro Nieves | 1882-1928 | Prêtre augustin mexicain, martyr                               |
| 9.  | sans cadre | Bienheureux Ivan Merz                | 1896-1928 | Laïc croate                                                    |

### Année 1929
| No. | Image      | Nom                                | Dates     | Informations                                                                    |
| --- | ---------- | ---------------------------------- | --------- | ------------------------------------------------------------------------------- |
| 1.  | sans cadre | Sainte Julie Salzano               | 1846-1929 | Religieuse italienne, fondatrice des Sœurs catachétiques du Sacré-Cœur de Jésus |
| 2.  | sans cadre | Saint José Maria Rubio             | 1864-1929 | Prêtre espagnol de la Compagnie de Jésus                                        |
| 3.  | sans cadre | Bienheureux Antoine Marie Schwartz | 1852-1929 | Prêtre autrichien, fondateur des Ouvriers chrétiens de Saint Joseph Calasanz    |
| 4.  | sans cadre | Bienheureuse Dina Bélanger         | 1897-1929 | Religieuse de Jésus-Marie et mystique canadienne                                |
| 5.  | sans cadre | Bienheureux Francisco Gárate       | 1857-1929 | Religieux espagnol de la Compagnie de Jésus                                     |

## Années 1930

### Année 1930
| No. | Image      | Nom                          | Dates     | Informations                                                                   |
| --- | ---------- | ---------------------------- | --------- | ------------------------------------------------------------------------------ |
| 1.  | sans cadre | Saint Callisto Caravario     | 1903-1930 | Prêtre salésien italien, missionnaire en Chine, martyr                         |
| 2.  | sans cadre | Saint Louis Versiglia        | 1873-1930 | Prêtre salésien italien, évêque en Chine, martyr                               |
| 3.  | sans cadre | Saint Richard Pampuri        | 1897-1930 | Médecin italien puis religieux des Frères de Saint-Jean-de-Dieu                |
| 4.  |            | Bienheureuse Alfonsa Clerici | 1860-1930 | Religieuse italienne, des Sœurs du Précieux-Sang                               |
| 5.  | sans cadre | Bienheureuse Irene Stefani   | 1891-1930 | Religieuse italienne, des Missionnaires de la Consolata, missionnaire au Kenya |
| 6.  |            | Bienheureux Mosè Tovini      | 1877-1930 | Prêtre italien                                                                 |

### Année 1931
| No. | Image      | Nom                                      | Dates     | Informations                                                                    |
| --- | ---------- | ---------------------------------------- | --------- | ------------------------------------------------------------------------------- |
| 1.  | sans cadre | Saint Guido Maria Conforti               | 1865-1931 | Archevêque italien, fondateur des Missionnaires xavériens                       |
| 2.  |            | Bienheureuse Albertina Berkenbrock       | 1919-1931 | Jeune laïque brésilienne, martyre de la pureté                                  |
| 3.  |            | Bienheureux Ángel Darío Acosta Zurita    | 1908-1931 | Prêtre mexicain, martyr                                                         |
| 4.  | sans cadre | Bienheureux Francesco Maria Greco        | 1857-1931 | Prêtre italien, fondateur des Petites travailleuses du Sacré-Cœur de Jésus      |
| 5.  | sans cadre | Bienheureux Ignatius Kłopotowski         | 1866-1931 | Prêtre polonais, fondateur des Sœurs de la Bienheureuse Vierge Marie de Lorette |
| 6.  | sans cadre | Bienheureux Lászaló Batthyány-Strattmann | 1870-1931 | Médecin hongrois                                                                |
| 7.  | sans care  | Bienheureux Filippo Rinaldi              | 1856-1931 | Prêtre salésien italien                                                         |

### Année 1932
| No. | Image      | Nom                               | Dates     | Informations                                                           |
| --- | ---------- | --------------------------------- | --------- | ---------------------------------------------------------------------- |
| 1.  | sans cadre | Sainte Angela de la Cruz          | 1846-1932 | Religieuse espagnole, fondatrice des Sœurs de la Compagnie de la Croix |
| 2.  |            | Bienheureux Carlo Liviero         | 1866-1932 | Evêque italien, fondateur des Petites servantes du Sacré-Cœur          |
| 3.  | sans cadre | Bienheureuse Eurosia Fabris       | 1866-1932 | Mère de famille italienne                                              |
| 4.  | sans cadre | Bienheureuse María Angélica Pérez | 1897-1932 | Religieuse argentine, des Filles de Marie du Jardin                    |

### Année 1933
| No. | Image      | Nom                            | Dates     | Informations                                                              |
| --- | ---------- | ------------------------------ | --------- | ------------------------------------------------------------------------- |
| 1.  | sans cadre | Bienheureuse Hildegarde Burjan | 1883-1933 | Femme politique autrichienne, fondatrice des Sœurs de la charité sociale. |
| 2.  | sans cadre | Bienheureux John Sullivan      | 1861-1933 | Prêtre jésuite irlandais.                                                 |

### Année 1934
| No. | Image      | Nom                                             | Dates     | Titre                                                                   |
| --- | ---------- | ----------------------------------------------- | --------- | ----------------------------------------------------------------------- |
| 1.  | sans cadre | Saints Martyrs de Turón                         | † 1934    | Religieux espagnols des Frères des écoles chrétiennes, martyrs          |
| 2.  | sans cadre | Saint Innocent Canoura Arnau                    | 1887-1934 | Prêtre passioniste espagnol, martyr                                     |
| 3.  |            | Bienheureux Bernardo Fabrega Juliá              | 1889-1934 | Religieux mariste espagnol, martyr                                      |
| 4.  | sans cadre | Bienheureuse Marguerite Marie López de Maturana | 1884-1934 | Religieuse espagnole, fondatrice des Mercédaires missionnaires          |
| 5.  | sans cadre | Bienheureuse Maria Domenica Mantovani           | 1862-1934 | Religieuse italienne, fondatrice des Pauvres sœurs de la Sainte-Famille |

### Année 1935
| No. | Image      | Nom                                 | Dates      | Informations                                              |
| --- | ---------- | ----------------------------------- | ---------- | --------------------------------------------------------- |
| 1.  | sans cadre | Bienheureuse Antonia Mesina         | 1919-1935  | Jeune laïque italienne, martyre de la pureté              |
| 2.  | sans cadre | Bienheureuse Eusebia Palomino Yenes | 1899-1935  | Religieuse salésienne espagnole                           |
| 3.  | sans cadre | Bienheureux Léonide Féodoroff       | 1879-1935  | Exarque de l'Église grecque-catholique russe, martyr      |
| 4.  | sans cadre | Bienheureuse Marie Karłowska        | 18656-1935 | Religieuse polonaise, fondatrice des Sœurs du Bon-Pasteur |
| 5.  | sans cadre | Bienheureux Pietro Bonilli          | 1841-1935  | Prêtre italien, fondateur des Sœurs de la Sainte-Famille  |

### Année 1936
| No. | Image      | Nom                                                                 | Dates       | Informations |
| --- | ---------- | ------------------------------------------------------------------- | ----------- | --- |
| 1.  | sans cadre | Bienheureux Daniel Brottier                                         | 1876-1936   | Prêtre spiritain français, missionnaire en Afrique et fondateur des Apprentis d'Auteuil                              |
| 2.  | sans cadre | Bienheureux Andrea Giacinto Longhin                                 | 1863-1936   | Evêque italien |
| 3.  |            | Bienheureux Louis Boccardo                                          | 1861-1936   | Prêtre italien, fondateur des Sœurs de Jésus Souverain-Prêtre                                                        |
| 4.  | sans cadre | Saints et bienheureux martyrs de la guerre d'Espagne                | † 1936-1939 | Prêtres, religieux, religieuses et laïcs espagnols                                                                   |
| 5.  | sans cadre | Saint Pedro Poveda Castroverde                                      | 1874-1936   | Prêtre espagnol, fondateur de l'Institut thérésien, martyr                                                           |
| 6.  |            | Bienheureuse Apolonia du Saint-Sacrement                            | 1867-1936   | Religieuse espagnole, des Carmélites de la Charité, martyre                                                          |
| 7.  | sans cadre | Bienheureux Zéphyrin Giménez Malla                                  | 1861-1936   | Laïc gitan espagnol, martyr                                                                                          |
| 8.  | sans cadre | Bienheureuse Facunda Margenat                                       | 1876-1936   | Religieuse espagnole, martyre                                                                                        |
| 9.  | sans cadre | Bienheureuse Fidela Oller                                           | 1869-1936   | Religieuse espagnole, martyre                                                                                        |
| 10. | sans cadre | Bienheureuse Josefa Monrabal                                        | 1901-1936   | Religieuse espagnole, martyre                                                                                        |
| 11. | sans cadre | Bienheureux José Tristany Pujol et les martyrs carmes espagnols     | 1872-1936   | Prêtres et religieux carmes espagnols, martyrs                                                                       |
| 12. | sans cadre | Bienheureuse Maria Sagrario de Saint Louis de Gonzague              | 1881-1936   | Religieuse carmélite espagnole, martyre                                                                              |
| 13. | sans cadre | Bienheureuse Marie Ange de Saint Joseph                             | 1905-1936   | Religieuse carmélite espagnole, martyre                                                                              |
| 14. | sans cadre | Bienheureuse Marie Mercedes Prat                                    | 1880-1936   | Religieuse carmélite espagnole, martyre                                                                              |
| 15. | sans cadre | Bienheureuse Marie Pilar de Saint François Borgia                   | 1877-1936   | Religieuse carmélite espagnole, martyre                                                                              |
| 16. | sans cadre | Bienheureuse Thérèse de l'Enfant Jésus et de Saint Jean-de-la-Croix | 1909-1936   | Religieuse carmélite espagnole, martyre                                                                              |
| 17. |            | Bienheureux martyrs d'Almería                                       | † 1936      | Prêtres et religieux des Frères des écoles chrétiennes espagnols, martyrs                                            |
| 18. |            | Bienheureux Martyrs de Daimiel                                      | † 1936      | Prêtres et religieux passionistes espagnols, martyrs                                                                 |
| 19. |            | Bienheureux Pedro Asúa Mendía                                       | 1890-1936   | Prêtre espagnol, martyr                                                                                              |
| 20. |            | Bienheureux Manuel González-Serna Rodríguez et 19 compagnons        | † 1936      | Groupe de martyrs espagnols composé de 10 prêtres diocésains, 1 séminariste et 9 laïcs de l'archidiocèse de Séville. |
| 21. |            | Bienheureux Henri Canadell                                          | 1890-1936   | père piariste espagnol mort martyr.                                                                                  |
| 22. |            | Bienheureux Vincent Cabanes Badenas et ses 18 compagnons            | † 1936      | prêtres et religieux espagnol du tiers-ordre capucin, martyr. Dont François Tomas Serer, Crescence Garcia Pobo.      |

### Année 1937
| No. | Image      | Nom                                                      | Dates     | Informations                                                              |
| --- | ---------- | -------------------------------------------------------- | --------- | ------------------------------------------------------------------------- |
| 1.  | sans cadre | Saint André Bessette                                     | 1845-1937 | Religieux canadien de la Congrégation de Sainte-Croix                     |
| 2.  |            | Saint Jaime Hilario                                      | 1898-1937 | Religieux espagnol des Frères des écoles chrétiennes, martyr              |
| 3.  |            | Saint Pierre de Jésus Maldonado                          | 1892-1937 | Prêtre mexicain, martyr                                                   |
| 4.  |            | Bienheureuse Isabelle Calduch Rovira                     | 1882-1937 | Religieuse clarisse capucine espagnole, martyre                           |
| 5.  |            | Bienheureuse Maria Luisa Montesinos Orduña               | 1901-1937 | Laïque espagnole, martyre                                                 |
| 6.  | sans cadre | Bienheureuse Maria Teresa Casini                         | 1864-1937 | Religieuse italienne, fondatrice des Sœurs oblates du Sacré-Cœur de Jésus |
| 7.  |            | Bienheureux Tobías Borrás Romeu                          | 1861-1937 | Religieux espagnol des Frères de Saint-Jean-de-Dieu, martyr               |
| 8.  |            | Bienheureux Valentín Palencia Marquina et ses compagnons | † 1937    | Prêtre et quatre jeunes laïcs espagnols, martyrs                          |
| 9.  |            | Bienheureuse Victoria Valverde                           | 1888-1937 | Religieuse espagnole de l'Institut du Bon-Pasteur, martyre                |
| 10. |            | Bienheureux Vicente Vilar David                          | 1889-1937 | Laïc espagnol, martyr                                                     |

### Année 1938
| No. | Image      | Nom                                        | Dates     | Informations                                                                |
| --- | ---------- | ------------------------------------------ | --------- | --------------------------------------------------------------------------- |
| 1.  | sans cadre | Sainte Faustine Kowalska                   | 1905-1938 | Religieuse et mystique polonaise, des Sœurs de Notre-Dame de la Miséricorde |
| 2.  | sans cadre | Saint Raphaël Arnáiz Barón                 | 1911-1938 | Religieux trappiste espagnol                                                |
| 3.  | sans cadre | Saint Raphaël Guízar Valencia              | 1878-1938 | Evêque mexicain                                                             |
| 4.  | sans cadre | Bienheureux Stéphane Nehmé                 | 1889-1938 | Religieux libanais de l'Ordre maronite                                      |
| 5.  |            | Bienheureux Enrico Rebuschini              | 1860-1938 | Prêtre camillien italien                                                    |
| 6.  | sans cadre | Bienheureuse Marie-Thérèse de Saint Joseph | 1855-1938 | Religieuse allemande, fondatrice des Carmélites du Divin Cœur de Jésus      |

### Année 1939
| No. | Image      | Nom                                   | Dates     | Informations                                                                        |
| --- | ---------- | ------------------------------------- | --------- | ----------------------------------------------------------------------------------- |
| 1.  | sans cadre | Sainte Ursule Ledóchowska             | 1865-1939 | Religieuse polono-autrichienne, fondatrice des Ursulines du Cœur agonisant de Jésus |
| 2.  | sans cadre | Bienheureuse Alice Kotowska           | 1899-1939 | Religieuse polonaise des Sœurs de la Résurrection, martyre                          |
| 3.  |            | Bienheureux Francesco Paleari         | 1863-1939 | Prêtre italien, des Frères de Saint Joseph-Benoît Cottolengo                        |
| 4.  |            | Bienheureux Leon Nowakowski           | 1908-1939 | Prêtre et martyr polonais                                                           |
| 5.  |            | Bienheureux Marian Skrzypczak (pl)    | 1909-1939 | Prêtre et martyr polonais                                                           |
| 6.  | sans cadre | Bienheureuse Maria Gabriella Sagheddu | 1914-1939 | Religieuse trappiste italienne                                                      |

## Années 1940

### Année 1940
| No. | Image      | Nom                                                        | Dates       | Informations                                                                                         |
| --- | ---------- | ---------------------------------------------------------- | ----------- | --- |
| 1.  | sans cadre | Saint Louis Orione                                         | 1872-1940   | Prêtre italien, fondateur de la Petite œuvre de la divine providence                                 |
| 2.  | sans cadre | Saint Manuel González García                               | 1877-1940   | Evêque espagnol, fondateur des Sœurs missionnaires eucharistiques de Nazareth                        |
| 3.  | sans cadre | Bienheureux Martyrs polonais de la Seconde guerre mondiale | † 1939-1945 | Evêques, prêtres, religieux, religieuses et laïcs polonais, martyrs                                  |
| 4.  | sans cadre | Bienheureuse Ascensión Nicol Goñi                          | 1868-1940   | Religieuse espagnole, fondatrice des Sœurs missionnaires dominicaines du Rosaire                     |
| 5.  |            | Bienheureuse Bernardina Jabłońska                          | 1878-1940   | Religieuse polonaise, fondatrice des Sœurs albertines servantes des Pauvres                          |
| 6.  | sans cadre | Bienheureuse Candelaria de San José                        | 1863-1940   | Religieuse carmélite vénézuélienne, fondatrice des Petites Sœurs des pauvres d'Altagracia de Orituco |
| 7.  | sans cadre | Bienheureux François Rogaczewski                           | 1892-1940   | Prêtre polonais, martyr                                                                              |
| 8.  | sans cadre | Bienheureux Innocent Guz                                   | 1890-1940   | Prêtre franciscain polonais, martyr                                                                  |
| 9.  |            | Bienheureux Joseph Kurzawa                                 | 1910-1940   | Prêtre polonais, martyr                                                                              |
| 10. |            | Bienheureux Ladislas Demski                                | 1884-1940   | Prêtre germano-polonais, martyr                                                                      |
| 11. | sans cadre | Bienheureux Marian Górecki                                 | 1903-1940   | Prêtre polonais, martyr                                                                              |
| 12. | sans cadre | Bienheureux Martyrs de Songkhon                            | † 1940      | Religieuses, catéchistes et laïcs thaïlandais, martyrs                                               |
| 13. |            | Bienheureux Michel Piaszczyński                            | 1885-1940   | Prêtre polonais, martyr                                                                              |
| 14. | sans cadre | Bienheureux Otto Neururer                                  | 1882-1940   | Prêtre autrichien, martyr                                                                            |
| 15. |            | Bienheureux Stanislas Kubista                              | 1898-1940   | Prêtre polonais de la Société du Verbe Divin, martyr                                                 |
| 16. |            | Bienheureux Vladimir Laskowski                             | 1886-1940   | Prêtre polonais, martyr                                                                              |
| 17. |            | Bienheureux Vincent Matuszewski                            | 1869-1940   | Prêtre polonais, martyr                                                                              |
| 18. |            | Bienheureux Zygmunt Sajna                                  | 1897-1940   | Prêtre polonais, martyr                                                                              |

### Année 1941
| No. | Image      | Nom                                                        | Dates       | Informations                                                                         |
| --- | ---------- | ---------------------------------------------------------- | ----------- | ------------------------------------------------------------------------------------ |
| 1.  | sans cadre | Saint Maximilien-Marie Kolbe                               | 1894-1941   | Prêtre franciscain polonais, fondateur de la Milice de l'Immaculée, martyr           |
| 2.  | sans cadre | Bienheureux Martyrs polonais de la Seconde guerre mondiale | † 1939-1945 | Évêques, prêtres, religieux, religieuses et laïcs polonais, martyrs                  |
| 3.  | sans cadre | Bienheureux Martyrs d'Ukraine                              | † 1935-1973 | Évêques, prêtres, religieux et religieuses ukrainiens, martyrs                       |
| 4.  |            | Bienheureux Antoni Julian Nowowiejski                      | 1858-1941   | Évêque polonais, martyr                                                              |
| 5.  | sans cadre | Bienheureux Antonin Bajewski                               | 1915-1941   | Prêtre franciscain polono-lituanien, martyr                                          |
| 6.  |            | Bienheureux Bolesław Strzelecki                            | 1896-1941   | Prêtre polonais, martyr                                                              |
| 7.  |            | Bienheureux Kazimierz Sykulski (pl)                        | 1882-1941   | Prêtre polonais, martyr                                                              |
| 8.  |            | Bienheureux Henri Hlebowicz                                | 1904-1941   | Prêtre polono-lituanien, martyr                                                      |
| 9.  | sans cadre | Bienheureux Joseph Jankowski                               | 1910-1941   | Prêtre polonais, martyr                                                              |
| 10. | sans cadre | Bienheureux Józef Cebula                                   | 1902-1941   | Prêtre polonais, des Oblats de Marie-Immaculée, martyr                               |
| 11. |            | Bienheureux Leon Wetmański (pl)                            | 1886-1941   | Évêque polonais, martyr                                                              |
| 12. | sans cadre | Bienheureuse Liduina Meneguzzi                             | 1901-1941   | Religieuse italienne, des Sœurs de Saint François de Sales, missionnaire en Éthiopie |
| 13. |            | Bienheureux Louis-Roch Gientyngier                         | 1904-1941   | Prêtre polonais, martyr                                                              |
| 14. | sans cadre | Bienheureuses Martyres de la Drina                         | † 1941      | Religieuses croates et slovènes, des Filles de la Charité divine, martyres           |
| 15. |            | Bienheureuse Mieczysława Kowalska (pl)                     | 1902-1941   | Religieuse polonaise, des Clarisses capucines, martyre                               |
| 16. |            | Bienheureux Mycola Konrad                                  | 1876-1941   | Prêtre ukrainien, martyr                                                             |
| 17. |            | Bienheureux Pie Bartosik                                   | 1909-1941   | Prêtre franciscain polonais, martyr                                                  |
| 18. |            | Bienheureux Secondo Pollo                                  | 1908-1941   | Prêtre et aumônier militaire italien                                                 |
| 19. |            | Bienheureux Severian Baranyk                               | 1899-1941   | Prêtre basilien ukrainien, martyr                                                    |
| 20. |            | Bienheureux Stefan Grelewski                               | 1898-1941   | Prêtre polonais, martyr                                                              |
| 21. |            | Bienheureux Vladimir Pryjma                                | 1906-1941   | Laïc polonais, martyr                                                                |
| 22. |            | Bienheureux Yakym Senkivskyj                               | 1896-1941   | Prêtre basilien ukrainien, martyr                                                    |
| 23. |            | Bienheureux Zynovij Kovalyk                                | 1903-1941   | Prêtre rédemptoriste ukrainien, martyr                                               |
| 24. |            | Bienheureuse Benigna Cardoso da Silva                      | 1928-1941   | Jeune martyr brésilien de la pureté                                                  |

### Année 1942
| No. | Image      | Nom                                                | Dates     | Informations                                                                         |
| --- | ---------- | -------------------------------------------------- | --------- | ------------------------------------------------------------------------------------ |
| 1.  | sans cadre | Sainte Thérèse-Bénédicte de la Croix (Edith Stein) | 1891-1942 | Religieuse carmélite allemande, martyre                                              |
| 2.  | sans cadre | Sainte Pauline du Cœur Agonisant de Jésus          | 1865-1942 | Religieuse italo-brésilienne, fondatrice des Petites Sœurs de l'Immaculée Conception |
| 3.  | sans cadre | Saint Titus Brandsma                               | 1881-1942 | Prêtre carme néerlandais, martyr                                                     |
| 4.  | sans cadre | Bienheureux Georg Häfner                           | 1900-1942 | Prêtre allemand, martyr                                                              |
| 5.  | sans cadre | Bienheureux Florian Stepniak                       | 1912-1942 | prêtre capucin polonais, martyr                                                      |
| 6.  | sans cadre | Bienheureuse Sancie Szymkowiak                     | 1910-1942 | religieuse polonaise des Filles de la Bienheureuse Vierge Marie des Douleurs, martyr |

### Année 1943
| No. | Image      | Nom                                      | Dates     | Informations                                                                                        |
| --- | ---------- | ---------------------------------------- | --------- | --------------------------------------------------------------------------------------------------- |
| 1.  | sans cadre | Bienheureux Eustache van Lieshout        | 1890-1943 | Prêtre néerlandais de la congrégation des Sacrés-Cœurs de Jésus et de Marie, missionnaire au Brésil |
| 2.  | sans cadre | Bienheureux Aloïs Andritzki              | 1914-1943 | Prêtre catholique allemand, tué à Dachau, martyr                                                    |
| 3.  | sans cadre | Bienheureux Jakob Gapp                   | 1897-1943 | Prêtre marianiste et martyr                                                                         |
| 4.  | sans cadre | Sainte Nazaria Ignazia March Mesa        | 1889-1943 | Religieuse espagnole, fondatrice des sœurs missionnaires croisées de l'Église                       |
| 5.  | sans cadre | Bienheureux Grégoire Boleslas Frąckowiak | 1911-1943 | Religieux polonais de la Société du Verbe Divin, martyr                                             |
| 6.  |            | Bienheureux Bernhard Lichtenberg         | 1875-1943 | Prêtre allemand, Juste parmi les nations                                                            |

### Année 1944
| No. | Image      | Nom                                                        | Dates       | Informations                                                                                      |
| --- | ---------- | ---------------------------------------------------------- | ----------- | ------------------------------------------------------------------------------------------------- |
| 1.  | sans cadre | Bienheureux Jozef et Wiktoria Ulma et leurs 7 enfants      | † 1944      | Famille polonaise martyrisée par les nazis, parmi les martyrs se trouve un bébé à naître          |
| 2.  |            | Bienheureux Giuseppe Beotti                                | 1912-1944   | Prêtre italien, martyr                                                                            |
| 3.  | sans cadre | Bienheureux Alphonse-Marie du Saint-Esprit                 | 1891-1944   | Prêtre carme polonais, martyr                                                                     |
| 4.  | sans cadre | Bienheureux Martyrs polonais de la Seconde guerre mondiale | † 1939-1945 | Trois évêques, soixante-dix-neuf prêtres, sept religieux, huit religieuses et onze laïcs, martyrs |
| 5.  | sans cadre | Bienheureux Martyrs d'Ukraine                              | † 1935-1973 | Evêques, prêtres, religieux et religieuses ukrainiens, vingt-sept martyrs                         |
| 6.  | sans cadre | Bienheureux Carl Lampert                                   | 1894-1944   | Prêtre autrichien, martyr                                                                         |
| 7.  | sans cadre | Bienheureuse Célestine Faron                               | 1913-1944   | Religieuse polonaise des Petites servantes de l'Immaculée Conception, martyre                     |
| 8.  |            | Bienheureux Franciszek Dachtera (pl)                       | 1910-1944   | Prêtre polonais, martyr                                                                           |
| 9.  |            | Bienheureux Franciszek Stryjas (pl)                        | 1882-1944   | Laïc et catéchiste polonais, martyr                                                               |
| 10. | sans cadre | Bienheureux Joseph Stanek                                  | 1916-1944   | Prêtre pallotin polonais, martyr                                                                  |
| 11. | sans cadre | Bienheureux Michel Czartoryski                             | 1897-1944   | Prêtre dominicain polonais, martyr                                                                |
| 12. |            | Bienheureux Nicolas Bunkerd Kitbamrung                     | 1895-1944   | Prêtre thaïlandais, martyr                                                                        |
| 13. | sans cadre | Bienheureux Odoardo Focherini                              | 1907-1944   | Laïc italien, martyr                                                                              |
| 14. |            | Bienheureux Omeljan Kovč                                   | 1884-1944   | Prêtre ukrainien, martyr                                                                          |
| 15. | sans cadre | Bienheureuse Sára Salkaházi                                | 1899-1944   | Religieuse hongroise des Sœurs du service sociale, martyre                                        |
| 16. | sans cadre | Bienheureuse Tarsykia Matskiv                              | 1919-1944   | Religieuse ukrainienne des Sœurs servantes de l'Immaculée, martyre                                |
| 17. | sans cadre | Bienheureuse Teresa Bracco                                 | 1924-1944   | Jeune laïque italienne, martyre de la pureté                                                      |
| 18. | sans cadre | Bienheureuse Thérèse Grillo Michel                         | 1855-1944   | Religieuse italienne, fondatrice des Petites Sœurs de la Divine Providence                        |
| 19. |            | Bienheureux Władysław Błądziński                           | 1908-1944   | Prêtre michaélite polonais, martyr                                                                |

### Année 1945
| No. | Image      | Nom                                       | Dates     | Informations                                                               |
| --- | ---------- | ----------------------------------------- | --------- | -------------------------------------------------------------------------- |
| 1.  |            | Bienheureux Antoni Swiadek                | 1909-1945 | prêtre polonais, martyr                                                    |
| 3.  | sans cadre | Bienheureux Étienne-Vincent Frelichowski  | 1913-1945 | prêtre polonais, martyr                                                    |
| 4.  |            | Bienheureux Giuseppe Girotti              | 1905-1945 | prêtre dominicain et bibliste italien, martyr                              |
| 5.  |            | Bienheureux Hilary Januszewski            | 1907-1945 | prêtre carme polonais, martyr                                              |
| 6.  |            | Bienheureux Hryhory Khomyshyn             | 1867-1945 | évêque ukrainien, martyr                                                   |
| 7.  | sans cadre | Bienheureux Josef Mayr-Nusser             | 1910-1945 | laïc germano-italien, martyr                                               |
| 8.  |            | Bienheureux Joseph Zaplata                | 1904-1945 | religieux polonais de la Congrégation du Sacré-Cœur de Jésus, martyr       |
| 9.  |            | Bienheureuse Julia Rodzińska (pl)         | 1899-1945 | religieuse dominicaine polonaise, martyre                                  |
| 10. | sans cadre | Bienheureux Karl Leisner                  | 1915-1945 | prêtre allemand, martyr                                                    |
| 11. | sans cadre | Bienheureux Ladislas Goral                | 1898-1945 | évêque polonais, martyr                                                    |
| 13. | sans cadre | Bienheureux Marcel Callo                  | 1921-1945 | laïc français, martyr                                                      |
| 15. |            | Bienheureuse Maria Pierina De Micheli     | 1890-1945 | religieuse et mystique italienne, des Filles de l'Immaculée-Conception     |
| 16. |            | Bienheureuse Marie Pilar Izquierdo Albero | 1906-1945 | religieuse espagnole, fondatrice de l'Œuvre missionnaire de Jésus et Marie |
| 17. | sans cadre | Bienheureuse Maria Raffaella Cimatti      | 1861-1945 | religieuse italienne, des Sœurs hospitalières de la Miséricorde            |
| 18. | sans cadre | Bienheureuse Natalia Tułasiewicz          | 1906-1945 | laïque polonaise, martyre                                                  |
| 20. | sans cadre | Bienheureux Nikolaus Gross                | 1898-1945 | syndicaliste et journaliste allemand, martyr                               |
| 21. |            | Bienheureux Peter To Rot                  | 1912-1945 | laïc papou, martyr                                                         |
| 22. | sans cadre | Bienheureux Rolando Rivi                  | 1931-1945 | séminariste italien, martyr                                                |
| 23. | sans cadre | Bienheureux Rupert Mayer                  | 1876-1945 | prêtre allemand de la Compagnie de Jésus, martyr                           |
| 25. | sans cadre | Bienheureux Vilmos Apor                   | 1892-1945 | évêque hongrois, martyr                                                    |
| 26. | sans cadre | Bienheureux Lucien Botovasoa              | 1908-1945 | laïc malgache, martyr                                                      |
| 27. | sans cadre | Bienheureux Richard Henkes                | 1900-1945 | Prêtre allemand, résistant et martyr du régime nazi                        |

### Année 1946
| No. | Image      | Nom                                  | Dates     | Informations                                                                  |
| --- | ---------- | ------------------------------------ | --------- | ----------------------------------------------------------------------------- |
| 1.  | sans cadre | Sainte Alfonsa Muttathupadathu       | 1910-1946 | Religieuse clarisse indienne                                                  |
| 2.  | sans cadre | Bienheureux Alberto Marvelli         | 1918-1946 | Laïc italien                                                                  |
| 3.  | sans cadre | Bienheureux Alfons Tracki            | 1896-1946 | Prêtre et martyr albanais                                                     |
| 4.  | sans cadre | Bienheureuse Bolesława Lament        | 1862-1946 | Religieuse polonaise, fondatrice des Sœurs missionnaires de la Sainte-Famille |
| 5.  | sans cadre | Bienheureux Clemens August von Galen | 1878-1946 | Cardinal allemand, évêque de Münster                                          |
| 6.  |            | Bienheureux Daniel Dajani            | 1906-1946 | Prêtre jésuite et martyr albanais                                             |
| 7.  | sans cadre | Bienheureux Eustachius Kugler        | 1867-1946 | Religieux allemand, des Frères de Saint-Jean-de-Dieu                          |
| 8.  |            | Bienheureux Francesco Bonifacio      | 1912-1946 | Prêtre et martyr italien                                                      |
| 9.  |            | Bienheureux Giovanni Fausti          | 1899-1946 | Prêtre jésuite italien, martyr en Albanie                                     |
| 10. | sans cadre | 6 bienheureux martyrs d'Albanie      | † 1946    | Prêtres, religieux et séminariste albanais                                    |
| 11. |            | Bienheureux Vitali Baïrak            | 1907-1946 | Prêtre basilien ukrainien, martyr                                             |

### Année 1947
| No. | Image      | Nom                              | Dates     | Informations                                                |
| --- | ---------- | -------------------------------- | --------- | ----------------------------------------------------------- |
| 1.  | sans cadre | Sainte Joséphine Bakhita         | 1869-1947 | Esclave soudanaise devenue religieuse canossienne en Italie |
| 2.  | sans cadre | Bienheureux Claudio Granzotto    | 1900-1947 | Prêtre franciscain italien                                  |
| 3.  | sans cadre | Bienheureux Josaphat Kocylovskyj | 1876-1947 | Prêtre basilien ukrainien, évêque de Przemyśl, martyr       |
| 4.  | sans cadre | Bienheureuse Marie Thérèse Fasce | 1881-1947 | Religieuse augustine italienne                              |
| 5.  | sans cadre | Bienheureux Miroslav Bulešić     | 1920-1947 | Prêtre et martyr croate                                     |
| 6.  |            | Bienheureux Theodore Romzha      | 1911-1947 | Evêque et martyr ukrainien                                  |

### Année 1948
| No. | Image      | Nom                                            | Dates     | Informations                                                                       |
| --- | ---------- | ---------------------------------------------- | --------- | ---------------------------------------------------------------------------------- |
| 1.  | sans cadre | Bienheureuse Assunta Marchetti                 | 1871-1948 | Religieuse italienne, fondatrice des Sœurs scalabriennes de Saint-Charles-Borromée |
| 2.  |            | Bienheureux Jean-Adalbert Balicki              | 1869-1948 | Prêtre polonais                                                                    |
| 3.  |            | Bienheureuse Marie-Joséphine de Jésus crucifié | 1894-1948 | Religieuse carmélite italienne                                                     |
| 4.  | sans cadre | Bienheureux Timoteo Giaccardo                  | 1896-1948 | Prêtre de la Société de saint Paul                                                 |

### Année 1949
| No. | Image      | Nom                                            | Dates     | Informations                                                                                             |
| --- | ---------- | ---------------------------------------------- | --------- | --- |
| 1.  | sans cadre | Sainte Laura Montoya                           | 1874-1949 | Religieuse colombienne, fondatrice des Missionnaires de Marie Immaculée et de Sainte Catherine de Sienne |
| 2.  |            | Bienheureuse Maria Candida dell’Eucaristia     | 1884-1949 | Religieuse carmélite italienne                                                                           |
| 3.  |            | Bienheureuse Marie-Vincente de Sainte-Dorothée | 1867-1949 | Religieuse mexicaine, fondatrice des Servantes des Pauvres                                               |
| 4.  | sans cadre | Bienheureux Maurice Tornay                     | 1910-1949 | Prêtre de la Congrégation du Grand-Saint-Bernard, missionnaire et martyr au Tibet                        |
| 5.  | sans cadre | Bienheureux Nicétas Budka                      | 1877-1949 | Evêque et martyr ukrainien                                                                               |
| 6.  |            | Bienheureux Roman Lysko                        | 1914-1949 | Prêtre et martyr ukrainien                                                                               |
| 7.  | sans cadre | Bienheureux Vinçens Prenushi                   | 1885-1949 | Archevêque et martyr albanais                                                                            |

## Années 1950

### Année 1950
| No. | Image      | Nom                              | Dates     | Informations                                                                   |
| --- | ---------- | -------------------------------- | --------- | ------------------------------------------------------------------------------ |
| 1.  | sans cadre | Bienheureux Mario Vergara        | 1910-1950 | Prêtre et missionnaire italien, martyr en Birmanie                             |
| 2.  |            | Bienheureux Isidore Ngei Ko Lat  | 1918-1950 | Catéchiste et martyr birman                                                    |
| 3.  | sans cadre | Bienheureux Grégoire Lakota      | 1883-1950 | Evêque et martyr ukrainien                                                     |
| 4.  | sans cadre | Bienheureux Pere Tarrés i Claret | 1905-1950 | Médecin puis prêtre espagnol                                                   |
| 5.  |            | Bienheureuse Pina Suriano        | 1915-1950 | Laïque et militante italienne, fondatrice de l'Association des Filles de Marie |
| 9.  | sans cadre | Bienheureux Vasile Aftenie       | 1899-1950 | Évêque grec-catholique roumain, martyr du régime communiste                    |

### Année 1951
| No. | Image      | Nom                                                 | Dates     | Informations                                                    |
| --- | ---------- | --------------------------------------------------- | --------- | --------------------------------------------------------------- |
| 1.  | sans cadre | Bienheureux Anton Durcovici                         | 1888-1951 | Évêque roumain, martyr                                          |
| 2.  | sans cadre | Bienheureux Artemide Zatti                          | 1880-1951 | Médecin italien, coadjuteur salésien, missionnaire en Argentine |
| 3.  | sans cadre | Bienheureux Clément Sheptycky                       | 1869-1951 | Prêtre ukrainien, martyr                                        |
| 4.  |            | Bienheureuse Enrichetta Alfieri (Sœur Marie Angèle) | 1891-1951 | Religieuse italienne, visiteuse de prison                       |
| 4.  | sans cadre | Bienheureuse Maria Pia Mastena                      | 1881-1951 | Religieuse italienne, fondatrice des Sœurs de la Sainte-Face    |
| 5.  |            | Bienheureux Nicolas Cehelskyij                      | 1896-1951 | Prêtre ukrainien, martyr                                        |
| 6.  | sans cadre | Bienheureux Zoltán Meszlényi                        | 1892-1951 | Évêque hongrois, martyr                                         |

### Année 1952
| No. | Image      | Nom                                     | Dates     | Informations                                                                              |
| --- | ---------- | --------------------------------------- | --------- | ----------------------------------------------------------------------------------------- |
| 1.  | sans cadre | Saint Alberto Hurtado                   | 1901-1952 | Prêtre jésuite chilien                                                                    |
| 2.  | sans cadre | Sainte Euphrasie du Sacré-Cœur de Jésus | 1877-1952 | Religieuse carmélite indienne                                                             |
| 3.  |            | Bienheureux Ivan Ziatyk                 | 1899-1952 | Prêtre rédemptoriste ukrainien, martyr                                                    |
| 4.  |            | Bienheureux János Scheffler (de)        | 1887-1952 | Evêque roumain, martyr                                                                    |
| 5.  |            | Bienheureux Kamen Vitchev               | 1893-1952 | Prêtre assomptionniste bulgare, martyr                                                    |
| 6.  |            | Bienheureux Pavel Djidjov               | 1919-1952 | Prêtre assomptionniste bulgare, martyr                                                    |
| 7.  |            | Bienheureux Josaphat Chichkov           | 1884-1952 | Prêtre assomptionniste bulgare, martyr                                                    |
| 8.  |            | Bienheureuse Laurence Harasymiv         | 1911-1952 | Religieuse ukrainienne des Sœurs de Saint-Joseph, martyre                                 |
| 9.  |            | Bienheureuse Olympia Bidà               | 1903-1952 | Religieuse ukrainienne des Sœurs de Saint-Joseph, martyre                                 |
| 10. |            | Bienheureux Paul Manna                  | 1872-1952 | Prêtre italien, missionnaire en Birmanie puis fondateur de l'Union missionnaire du Clergé |
| 11. | sans cadre | Bienheureux Eugene Bossilkov            | 1900-1952 | Prêtre passioniste bulgare, évêque de Nicopoli, martyr                                    |
| 14. | sans cadre | Bienheureuse Edvige Carboni             | 1880–1952 | Laïque italienne, mystique et porteuse des stigmates                                      |

### Année 1953
| No. | Image      | Nom                                 | Dates     | Informations                        |
| --- | ---------- | ----------------------------------- | --------- | ----------------------------------- |
| 1.  | sans cadre | Bienheureux István Sándor           | 1914-1953 | Religieux salésien hongrois, martyr |
| 2.  | sans cadre | Bienheureux Szilárd Ignác Bogdánffy | 1911-1953 | Evêque roumain, martyr              |

### Année 1954
| No. | Image      | Nom                                    | Dates     | Informations                                                                                    |
| --- | ---------- | -------------------------------------- | --------- | ----------------------------------------------------------------------------------------------- |
| 1.  | sans cadre | Saint Jean Calabria                    | 1873-1954 | Prêtre italien, fondateur de l'Institut des Serviteurs et des Servantes de la Divine Providence |
| 2.  | sans cadre | Bienheureux Alfredo Ildefonso Schuster | 1880-1954 | Archevêque de Milan                                                                             |
| 3.  |            | Bienheureux Jacques de Ghazir          | 1875-1954 | Prêtre capucin libanais, fondateur des Sœurs franciscaines de la Croix                          |
| 4.  |            | Bienheureux Jean-Baptiste Malo         | 1899-1954 | Prêtre et missionnaire français, martyr au Laos                                                 |
| 5.  | sans cadre | Bienheureux Joseph Tiên                | 1918-1954 | Prêtre et martyr laotien                                                                        |
| 6.  | sans cadre | Bienheureux Luigi Monza                | 1898-1954 | Prêtre italien, fondateur des Petites apôtres de la charité                                     |
| 7.  | sans cadre | Bienheureux Vladimir Ghika             | 1873-1954 | Prêtre roumain                                                                                  |

### Année 1955
| No. | Image      | Nom                                     | Dates     | Informations                                                             |
| --- | ---------- | --------------------------------------- | --------- | ------------------------------------------------------------------------ |
| 1.  | sans cadre | Sainte Catherine Drexel                 | 1858-1955 | Religieuse américaine, fondatrice des Sœurs du Saint-Sacrement           |
| 2.  | sans cadre | Bienheureuse Alexandrina Maria da Costa | 1904-1955 | Laïque et mystique portugaise                                            |
| 3.  |            | Bienheureux Giustino Russolillo         | 1891-1955 | Prêtre italien, fondateur de l'Institut vocationiste                     |
| 4.  | sans cadre | Bienheureuse Marie Euthymie Üffing      | 1914-1955 | Religieuse tchèque, des Sœurs Clémentines                                |
| 5.  | sans cadre | Bienheureuse Zdenka Schelingová         | 1916-1955 | Religieuse slovaque, des Sœurs de la Charité de la Sainte-Croix, martyre |

### Année 1956
| No. | Image      | Nom                              | Dates     | Informations                                                                          |
| --- | ---------- | -------------------------------- | --------- | ------------------------------------------------------------------------------------- |
| 1.  | sans cadre | Sainte Genoveva Torres Morales   | 1870-1956 | Religieuse espagnole, fondatrice des Sœurs du Sacré-Cœur de Jésus et des Saints-Anges |
| 2.  | sans cadre | Bienheureux Carlo Gnocchi        | 1902-1956 | Prêtre et éducateur italien                                                           |
| 3.  | sans cadre | Bienheureux Léopold d'Alpandeire | 1864-1956 | Religieux capucin espagnol                                                            |

### Année 1957
| No. | Image      | Nom                                  | Dates     | Informations                                                                                      |
| --- | ---------- | ------------------------------------ | --------- | ------------------------------------------------------------------------------------------------- |
| 1.  | sans cadre | Sainte Élisabeth Hesselblad          | 1870-1957 | Religieuse suédoise, fondatrice des Sœurs du Saint-Sauveur de Sainte-Brigitte                     |
| 4.  | sans cadre | Bienheureuse Maria Crocifissa Curcio | 1877-1957 | Religieuse italienne, fondatrice des Carmélites missionnaires de Sainte Thérèse de l'Enfant-Jésus |
| 5.  | sans cadre | Bienheureuse Pierina Morosini        | 1931-1957 | Laïque italienne, martyre de la pureté                                                            |
| 6.  |            | Bienheureux Pierre Verhun            | 1890-1957 | Prêtre ukrainien, visiteur apostolique en Allemagne, martyr                                       |

### Année 1958
| No. | Image      | Nom                            | Dates     | Informations           |
| --- | ---------- | ------------------------------ | --------- | ---------------------- |
| 1.  | sans cadre | Bienheureux Nicolas de Gesturi | 1882-1958 | Prêtre capucin italien |

### Année 1959
| No. | Image      | Nom                                 | Dates     | Informations                                              |
| --- | ---------- | ----------------------------------- | --------- | --------------------------------------------------------- |
| 1.  | sans cadre | Sainte Marie Venegas de la Torre    | 1868-1959 | Religieuse mexicaine, fondatrice des Filles du Sacré-Cœur |
| 2.  | sans cadre | Bienheureux Méthode-Dominique Trčka | 1886-1959 | Prêtre rédemptoriste slovaque, martyr                     |
| 3.  |            | Bienheureux Nicolas Carneckyj       | 1884-1959 | Prêtre rédemptoriste et évêque ukrainien, martyr          |
| 4.  |            | Bienheureux René Dubroux            | 1914-1959 | Prêtre français, missionnaire et martyr au Laos           |

## Années 1960

### Année 1960
| No. | Image      | Nom                            | Dates     | Informations                                   |
| --- | ---------- | ------------------------------ | --------- | ---------------------------------------------- |
| 1.  | sans cadre | Bienheureux Alojzije Stepinac  | 1898-1960 | Cardinal croate, archevêque de Zagreb, martyr  |
| 2.  |            | Bienheureux Mario Borzaga      | 1932-1960 | Prêtre et missionnaire italien, martyr au Laos |
| 3.  |            | Bienheureux Paul Thoj Xyooj    | 1941-1960 | Catéchiste et martyr laotien                   |
| 4.  | sans cadre | Bienheureux Pavol Peter Gojdič | 1888-1960 | Prêtre basilien slovaque, évêque, martyr       |

### Année 1961
| No. | Image      | Nom                                   | Dates     | Informations                                                               |
| --- | ---------- | ------------------------------------- | --------- | -------------------------------------------------------------------------- |
| 1.  | sans cadre | Bienheureuse Elena Aiello             | 1895-1961 | Religieuse italienne, fondatrice des Sœurs minimes de la Passion du Christ |
| 2.  | sans cadre | Bienheureux Donizetti Tavares de Lima | 1882-1961 | Prêtre brésilien                                                           |
| 3.  |            | Bienheureux Joseph Outhay             | 1933-1961 | Catéchiste et martyr laotien                                               |
| 4.  |            | Bienheureux Louis Leroy               | 1923-1961 | Prêtre et missionnaire français, martyr au Laos                            |
| 5.  |            | Bienheureux Marcel Denis              | 1919-1961 | Prêtre et missionnaire français, martyr au Laos                            |
| 6.  |            | Bienheureux Michel Coquelet           | 1931-1961 | Prêtre et missionnaire français, martyr au Laos                            |
| 7.  |            | Bienheureux Noël Tenaud               | 1904-1961 | Prêtre et missionnaire français, martyr au Laos                            |
| 8.  | sans cadre | Bienheureux Vincent L'Hénoret         | 1921-1961 | Prêtre et missionnaire français, martyr au Laos                            |

### Année 1962
| No. | Image      | Nom                                    | Dates     | Informations                                                                                |
| --- | ---------- | -------------------------------------- | --------- | ------------------------------------------------------------------------------------------- |
| 1.  | sans cadre | Saint Georges Preca                    | 1880-1962 | Prêtre maltais, fondateur de la Société de la Doctrine Chrétienne                           |
| 2.  | sans cadre | Sainte Gianna Beretta Molla            | 1922-1962 | Mère de famille italienne                                                                   |
| 3.  | sans cadre | Bienheureuse Maria Ludovica De Angelis | 1880-1962 | Religieuse italienne, des Filles de Notre-Dame de la Miséricorde, missionnaire en Argentine |
| 4.  | sans cadre | Bienheureux Teofilius Matulionis       | 1873-1962 | Archevêque et martyr lituanien                                                              |

### Année 1963
| No. | Image      | Nom                                          | Dates     | Informations                                                                             |
| --- | ---------- | -------------------------------------------- | --------- | ---------------------------------------------------------------------------------------- |
| 1.  |            | Saint Jean XXIII                             | 1881-1963 | Pape                                                                                     |
| 2.  |            | Sainte Maria Guadalupe Garcia Zavala         | 1878-1963 | Religieuse mexicaine, fondatrice des Servantes de Sainte Marguerite-Marie et des pauvres |
| 3.  |            | Bienheureux Alexis Zaryckyj                  | 1912-1963 | Prêtre et martyr ukrainien                                                               |
| 4.  | sans cadre | Bienheureux Carlos Manuel Rodríguez Santiago | 1918-1963 | Laïc portoricain                                                                         |

### Année 1964
| No. | Image      | Nom                                              | Dates     | Informations                                                              |
| --- | ---------- | ------------------------------------------------ | --------- | ------------------------------------------------------------------------- |
| 1.  |            | Bienheureuse Benedetta Bianchi Porro             | 1936-1964 | Laïque italienne                                                          |
| 2.  |            | Bienheureux Cyprien Tansi                        | 1903-1964 | Prêtre trappiste nigérian                                                 |
| 3.  | sans cadre | Bienheureux Francesco Spoto                      | 1924-1964 | Prêtre italien, des Missionnaires serviteurs des pauvres, martyr au Congo |
| 4.  |            | Bienheureuse Marie-Clémentine Anuarite Nengapeta | 1939-1964 | Religieuse congolaise, des Sœurs de la Sainte-Famille, martyre            |
| 5.  | sans cadre | Bienheureux Siméon Lukac                         | 1893-1964 | Evêque et martyr ukrainien                                                |
| 6.  | sans cadre | Bienheureux Władysław Findysz                    | 1907-1964 | Prêtre et martyr polonais                                                 |

### Année 1965
| No. | Image      | Nom                                     | Dates     | Informations              |
| --- | ---------- | --------------------------------------- | --------- | ------------------------- |
| 1.  | sans cadre | Bienheureuse Maria Beltrame Quattrocchi | 1884-1965 | Mère de famille italienne |

### Année 1966
| No. | Image      | Nom                          | Dates     | Informations                                               |
| --- | ---------- | ---------------------------- | --------- | ---------------------------------------------------------- |
| 5.  | sans cadre | Bienheureuse Marija Petković | 1892-1966 | Religieuse croate, fondatrice des Filles de la Miséricorde |

### Année 1967
| No. | Image      | Nom                                                 | Dates     | Informations                                                                           |
| --- | ---------- | --------------------------------------------------- | --------- | -------------------------------------------------------------------------------------- |
| 1.  | sans cadre | Bienheureux Giovanni Schiavo                        | 1903-1967 | Prêtre italien de la Société de Saint-Joseph, missionnaire au Brésil                   |
| 2.  |            | Bienheureux Jean Wauthier                           | 1926-1967 | Prêtre et missionnaire français, martyr au Laos                                        |
| 3.  | sans cadre | Bienheureuse Marie de Saint-Joseph (Laure Alvarado) | 1875-1967 | Religieuse vénézuélienne, fondatrice des Augustines récollettes du Sacré-Cœur de Jésus |
| 4.  |            | Bienheureux Marie-Eugène de l'Enfant-Jésus          | 1894-1967 | Prêtre carme français, fondateur de l'Institut Notre-Dame de Vie                       |

### Année 1968
| No. | Image      | Nom                                      | Dates     | Informations                                    |
| --- | ---------- | ---------------------------------------- | --------- | ----------------------------------------------- |
| 1.  | sans cadre | Saint Padre Pio                          | 1887-1968 | Prêtre capucin italien                          |
| 2.  |            | Bienheureux Lucien Galan                 | 1921-1968 | Prêtre et missionnaire français, martyr au Laos |
| 3.  |            | Bienheureux Thomas Khampheuane Inthirath | 1952-1968 | Catéchiste laotien, martyr                      |

### Année 1969
| No. | Image | Nom                          | Dates     | Informations                                              |
| --- | ----- | ---------------------------- | --------- | --------------------------------------------------------- |
| 1.  |       | Bienheureux Joseph Boissel   | 1909-1969 | Prêtre et missionnaire français, martyr au Laos           |
| 2.  |       | Bienheureuse Maria Troncatti | 1883-1969 | Religieuse salésienne italienne, missionnaire en Équateur |

## Années 1970

### Année 1970
| No. | Image | Nom                           | Dates     | Informations                 |
| --- | ----- | ----------------------------- | --------- | ---------------------------- |
| 1.  |       | Bienheureux Luc Sy            | 1938-1970 | Catéchiste et martyr laotien |
| 2.  |       | Bienheureux Maisam Pho Inpeng | 1934-1970 | Catéchiste et martyr laotien |

### Année 1971
| No. | Image      | Nom                               | Dates     | Informations                                        |
| --- | ---------- | --------------------------------- | --------- | --------------------------------------------------- |
| 1.  | sans cadre | Bienheureux Jacques Alberione     | 1884-1971 | Prêtre italien, fondateur de la Famille Paulinienne |
| 2.  | sans cadre | Bienheureux Manuel Lozano Garrido | 1920-1971 | Journaliste et militant catholique espagnol         |

### Année 1972
| No. | Image | Nom                        | Dates     | Informations                                                        |
| --- | ----- | -------------------------- | --------- | ------------------------------------------------------------------- |
| 1.  |       | Bienheureuse Bruna Pellesi | 1917-1972 | Religieuse italienne, des Franciscaines missionnaires du Christ-Roi |

### Année 1973
| No. | Image      | Nom                                 | Dates     | Informations                   |
| --- | ---------- | ----------------------------------- | --------- | ------------------------------ |
| 1.  | sans cadre | Bienheureux Augustin Thevarparampil | 1891-1973 | Prêtre indien                  |
| 2.  |            | Bienheureux Basile Velyckovsky      | 1903-1973 | Evêque ukrainien, martyr       |
| 3.  |            | Bienheureux Ivan Slezyuk (en)       | 1896-1973 | Evêque ukrainien, martyr       |
| 5.  | sans cadre | Bienheureuse Hanna Chrzanowska      | 1902-1973 | Oblate et infirmière polonaise |

### Année 1974
| No. | Image      | Nom                                     | Dates     | Informations                                      |
| --- | ---------- | --------------------------------------- | --------- | ------------------------------------------------- |
| 1.  | sans cadre | Sainte María de las Maravillas de Jesús | 1891-1974 | Religieuse carmélite espagnole                    |
| 2.  |            | Bienheureux Mikel Beltoja               | 1935-1974 | Prêtre et martyr albanais                         |
| 3.  | sans cadre | Bienheureux Władysław Bukowiński        | 1904-1974 | Prêtre ukrainien, missionnaire en Asie soviétique |

### Année 1975
| No. | Image      | Nom                                 | Dates     | Informations                                                                                         |
| --- | ---------- | ----------------------------------- | --------- | --- |
| 1.  | sans cadre | Saint Josemaría Escrivá de Balaguer | 1902-1975 | Prêtre espagnol, fondateur de l'Opus Dei                                                             |
| 2.  | sans cadre | Bienheureux Michel Sopocko          | 1888-1975 | Prêtre polonais, confesseur de sainte Faustine Kowalska, fondateur des Sœurs de Jésus miséricordieux |

### Année 1976
| No. | Image      | Nom                             | Dates     | Informations                                                                 |
| --- | ---------- | ------------------------------- | --------- | ---------------------------------------------------------------------------- |
| 1.  | sans cadre | Bienheureux Basile Hopko        | 1904-1976 | Evêque slovaque, martyr                                                      |
| 2.  | sans cadre | Bienheureux Gabriel Allegra     | 1907-1976 | Prêtre franciscain italien, missionnaire en Chine                            |
| 9.  | sans cadre | Bienheureux Enrique Angelelli   | 1923-1976 | Évêque argentin, martyr                                                      |
| 10. | sans cadre | Bienheureux Carlos Murias       | 1945-1976 | Prêtre franciscain martyr de la dictature argentine                          |
| 11. | sans cadre | Bienheureux Gabriel Longueville | 1931-1976 | Prêtre français, martyr de la dictature argentine                            |
| 12. | sans cadre | Bienheureux Wenceslao Pedernera | 1936-1976 | Organisateur du mouvement rural catholique, martyr de la dictature argentine |

### Année 1977
| No. | Image      | Nom                                         | Dates     | Informations                                                   |
| --- | ---------- | ------------------------------------------- | --------- | -------------------------------------------------------------- |
| 1.  | sans cadre | Bienheureux Luigi Bordino                   | 1922-1977 | Religieux italien des Frères de saint-Joseph-Benoît Cottolengo |
| 2.  | sans cadre | Bienheureuse María Romero Meneses           | 1902-1977 | Religieuse salésienne nicaraguayenne                           |
| 4.  |            | Bienheureuse Maria Carmen Rendiles Martinez | 1903-1977 | Religieuse vénézuélienne, fondatrice des Servantes de Jésus    |
| 5.  |            | Bienheureux Nelson Rutilio Lemus            | 1960-1977 | Jeune laïc et martyr salvadorien                               |
| 6.  |            | Bienheureux Manuel Solórzano                | 1905-1977 | Laïc et martyr salvadorien                                     |
| 7.  | sans cadre | Bienheureux Rutilio Grande                  | 1928-1977 | Prêtre salvadorien, martyr                                     |

### Année 1978
| No. | Image      | Nom                       | Dates     | Informations |
| --- | ---------- | ------------------------- | --------- | ------------ |
| 1.  | sans cadre | Saint Paul VI             | 1897-1978 | Pape         |
| 2.  |            | Bienheureux Jean-Paul Ier | 1912-1978 | Pape         |

## Années 1980

### Année 1980
| No. | Image      | Nom                          | Dates     | Informations                                   |
| --- | ---------- | ---------------------------- | --------- | ---------------------------------------------- |
| 1.  | sans cadre | Bienheureuse Maria Bolognesi | 1924-1980 | Laïque et mystique italienne                   |
| 2.  | sans cadre | Saint Oscar Romero           | 1917-1980 | Archevêque de San Salvador, martyr             |
| 5.  | sans cadre | Bienheureux Cosma Spessotto  | 1923-1980 | Prêtre franciscain italien, martyr au Salvador |

### Année 1981
| No. | Image      | Nom                                           | Dates     | Informations                                                                    |
| --- | ---------- | --------------------------------------------- | --------- | ------------------------------------------------------------------------------- |
| 1.  | sans cadre | Bienheureuse María Inés Teresa Arias Espinosa | 1904-1981 | Religieuse mexicaine, fondatrice des Missionnaires clarisses du Saint-Sacrement |
| 7.  | sans cadre | Bienheureux Stanley Rother                    | 1935-1981 | Prêtre et missionnaire américain, martyr au Guatemala                           |
| 8.  | sans cadre | Bienheureux Stefan Wyszyński                  | 1901-1981 | Cardinal polonais                                                               |

### Année 1982
| No. | Image      | Nom                                      | Dates     | Informations                                   |
| --- | ---------- | ---------------------------------------- | --------- | ---------------------------------------------- |
| 1.  | sans cadre | Bienheureuse Isabel Cristina Mrad Campos | 1962-1982 | Jeune laïque brésilienne, martyre de la pureté |

### Année 1983
| No. | Image      | Nom                                     | Dates     | Informations                                                                                |
| --- | ---------- | --------------------------------------- | --------- | ------------------------------------------------------------------------------------------- |
| 1.  | sans cadre | Bienheureux Mariano de la Mata Aparicio | 1905-1983 | Prêtre augustin espagnol, missionnaire au Brésil                                            |
| 2.  |            | Bienheureuse Speranza de Jésus          | 1893-1983 | Religieuse espagnole, fondatrice en Italie des Fils et des Filles de l'Amour Miséricordieux |

### Année 1984
| No. | Image      | Nom                           | Dates     | Informations                                                                                                |
| --- | ---------- | ----------------------------- | --------- | --- |
| 1.  | sans cadre | Bienheureux Jerzy Popieluszko | 1947-1984 | Prêtre polonais, aumônier du syndicat Solidarność, martyr                                                   |
| 2.  | sans cadre | Bienheureux Luigi Novarese    | 1914-1984 | Prêtre italien, fondateur des Ouvriers silencieux de la Croix et du Centre des volontaires de la souffrance |
| 3.  | sans cadre | Bienheureuse Sandra Sabattini | 1961-1984 | Jeune laïque italienne engagée dans la Communauté Jean XXIII, au service des marginaux et des handicapés    |

### Année 1986
| No. | Image      | Nom                       | Dates     | Informations                                                                           |
| --- | ---------- | ------------------------- | --------- | -------------------------------------------------------------------------------------- |
| 1.  | sans cadre | Sainte Maria Beruski (en) | 1959-1986 | Enseignante laïque brésilienne qui a donné sa vie pour sauver ses élèves d'un incendie |

### Année 1988
| No. | Image | Nom                          | Dates     | Informations                             |
| --- | ----- | ---------------------------- | --------- | ---------------------------------------- |
| 1.  |       | Bienheureux Clemente Vismara | 1897-1988 | Prêtre italien, missionnaire en Birmanie |

## Années 1990

### Année 1990
| No. | Image      | Nom                          | Dates     | Informations                |
| --- | ---------- | ---------------------------- | --------- | --------------------------- |
| 1.  |            | Bienheureux Benedict Daswa   | 1946-1990 | laïc et martyr sud-africain |
| 2.  |            | Bienheureuse Chiara Badano   | 1971-1990 | jeune laïque italienne      |
| 4.  | sans cadre | Bienheureux Rosario Livatino | 1952-1990 | laïc, magistrat italien     |

### Année 1991
| No. | Image      | Nom                               | Dates     | Informations                                                          |
| --- | ---------- | --------------------------------- | --------- | --------------------------------------------------------------------- |
| 1.  | sans cadre | Bienheureux Alessandro Dordi      | 1931-1991 | Prêtre et missionnaire italien, martyr au Pérou.                      |
| 2.  |            | Bienheureuse Elisabetta Martinez  | 1905-1991 | Religieuse italienne, fondatrice des Filles de Sainte Marie de Leuca. |
| 3.  |            | Bienheureux Michal Tomaszek       | 1960-1991 | Prêtre et missionnaire franciscain polonais, martyr au Pérou.         |
| 4.  |            | Bienheureux Zbigniew Strzałkowski | 1958-1991 | Prêtre et missionnaire franciscain polonais, martyr au Pérou.         |

### Année 1992
| No. | Image      | Nom               | Dates     | Informations                                                |
| --- | ---------- | ----------------- | --------- | ----------------------------------------------------------- |
| 1.  | sans cadre | Sainte Irmã Dulce | 1914-1992 | Religieuse brésilienne, des Sœurs de l'Immaculée Conception |

### Année 1993
| No. | Image      | Nom                                     | Dates     | Informations                                 |
| --- | ---------- | --------------------------------------- | --------- | -------------------------------------------- |
| 1.  | sans cadre | Bienheureux Giuseppe Puglisi            | 1937-1993 | Prêtre italien, martyr (victime de la mafia) |
| 2.  | sans cadre | Bienheureuse Lindalva Justo de Oliveira | 1953-1993 | Religieuse et martyre brésilienne            |

### Année 1994
| No. | Image | Nom                             | Dates     | Informations                          |
| --- | ----- | ------------------------------- | --------- | ------------------------------------- |
| 1.  |       | Bienheureux Alvaro del Portillo | 1914-1994 | Prêtre espagnol, prélat de l'Opus Dei |

### Année 1995
| No. | Image | Nom                              | Dates     | Informations                 |
| --- | ----- | -------------------------------- | --------- | ---------------------------- |
| 1.  |       | Bienheureuse Rani Maria Vattalil | 1954-1995 | Religieuse indienne, martyre |

### Année 1997
| No. | Image      | Nom                       | Dates     | Informations                                                             |
| --- | ---------- | ------------------------- | --------- | ------------------------------------------------------------------------ |
| 1.  | sans cadre | Sainte Teresa de Calcutta | 1910-1997 | Religieuse albanaise, fondatrice en Inde des Missionnaires de la Charité |

### Année 1998
| No. | Image      | Nom                                     | Dates     | Informations                                                               |
| --- | ---------- | --------------------------------------- | --------- | -------------------------------------------------------------------------- |
| 1.  |            | Bienheureux Eduardo Francisco Pironio   | 1920-1998 | Cardinal argentin et ancien président du Conseil pontifical pour les laïcs |
| 2.  | sans cadre | Sainte Marie de l'Immaculée de la Croix | 1926-1998 | Religieuse espagnole de la Compagnie de la Croix                           |

## Années 2000

### Année 2000
| No. | Image | Nom                               | Dates     | Informations |
| --- | ----- | --------------------------------- | --------- | --- |
| 1.  |       | Bienheureuse Maria Laura Mainetti | 1939-2000 | Religieuse italienne tuée par des jeunes filles se revendiquant satanistes. Reconnue martyre, béatifiée en 2021. |